# لارا بينغل
لارا ورثينغتون (بالإنجليزية: Lara Bingle)‏ المعروفة باسمها قبل الزواج لارا بينغل، (ولدت في 22 يونيو 1987) عارضة أزياء وشخصية إعلامية أسترالية. اشتهرت بظهورها في حملة إعلانية للسياحة الأسترالية عام 2006 بعنوان "أين أنت بحق الجحيم؟". عرض مسلسلها الواقعي، أن تكون لارا بينغل، على شبكة 10 لأول مرة في 12 يونيو 2012 لأكثر من 925000 مشاهد، متجاوزًا التوقعات، لكنه قوبل بمراجعات متباينة من النقاد، مما أدى إلى استمرار العرض لموسم واحد فقط.

## نشأتها
ولدت لارا في 22 يونيو 1987، تركت المدرسة في سن السادسة عشر لتنتقل إلى إيطاليا. توفي والدها في مايو 2008 بسبب سرطان الكبد وسرطان البنكرياس.

## روابط خارجية
- لارا بينغل على موقع IMDb (الإنجليزية)
- لارا بينغل على موقع قاعدة بيانات الفيلم (الإنجليزية)
- لارا بينغل على موقع دليل عارضات الأزياء (الإنجليزية)